# Campo di grano con volo di corvi
Campo di grano con volo di corvi è un dipinto del pittore olandese Vincent van Gogh, realizzato nel 1890 e conservato al Van Gogh Museum di Amsterdam.

## Descrizione

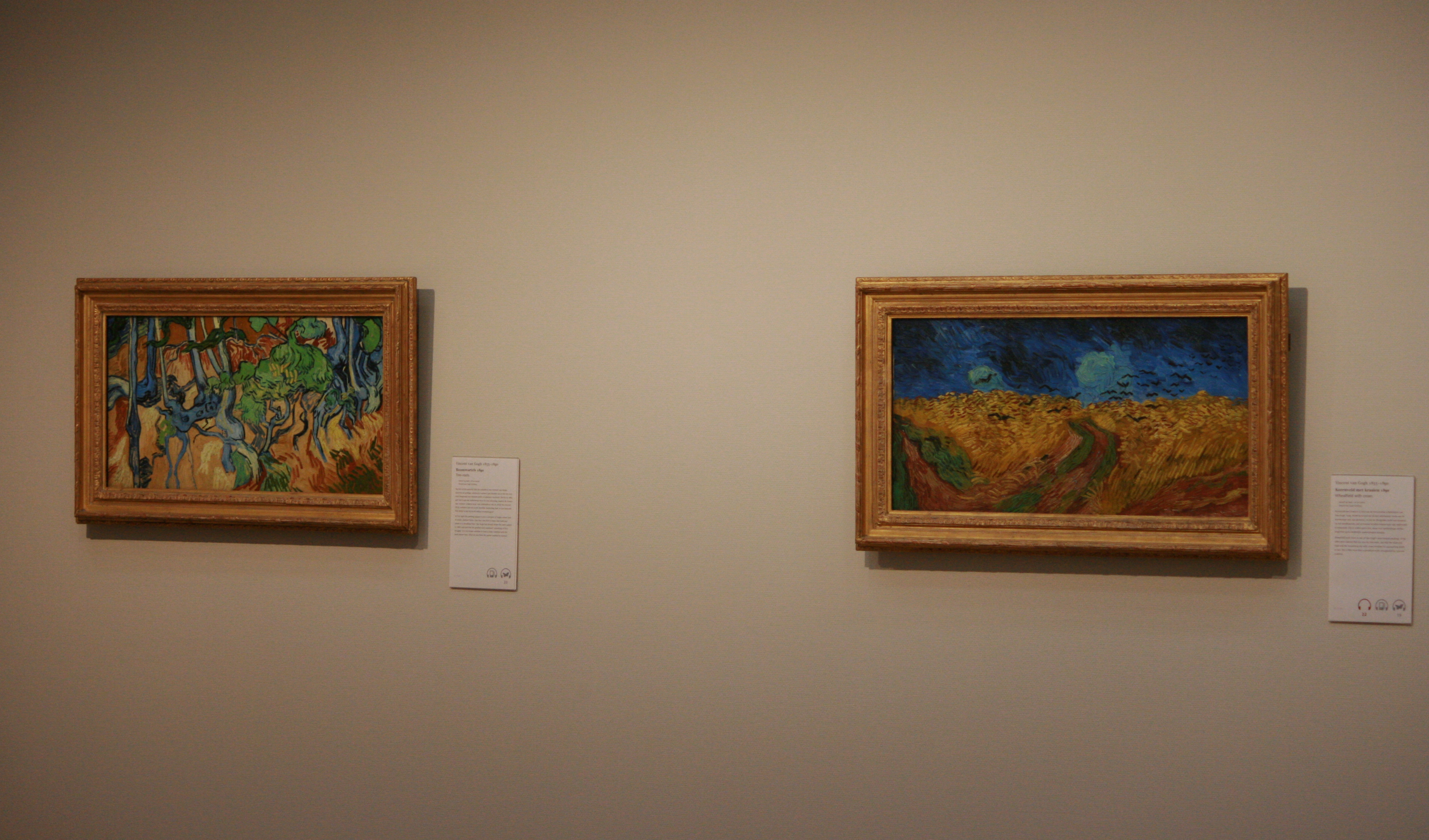
L'opera in esposizione al Van Gogh Museum di Amsterdam

Per molto tempo, ma erroneamente, si è ritenuto che questo fosse stato l'ultimo quadro dipinto da Van Gogh prima di morire. Gli storici dell'arte sono infatti incerti su quale sia l'ultimo dipinto di Van Gogh, dal momento che non esistono fonti documentate al riguardo.
Generalmente critici e storici dell'arte vedono in questo quadro una rappresentazione dello stato d'animo tormentato e angosciato dell'artista: la tela è uno straziante grido di dolore, accentuato dal ritmo vorticoso delle pennellate, mediante le quali il pittore proietta il proprio stato d'animo e la propria dimensione di sofferenza sulla realtà circostante.
Una tempesta, quasi come un presentimento di lutto, si sta per abbattere su un campo di grano dal quale si leva, cupo e tenebroso, uno stormo di corvi neri in un basso volo disordinato, quasi come se fossero avvoltoi su un cadavere. È noto che l'artista nutriva un profondo rispetto nei confronti delle forze della natura, e questo spiega perché dipinse cieli agitati in molte delle sue opere: egli infatti riteneva che il soggetto fosse dotato di un incalcolabile potenziale artistico se riprodotto su tela. Il campo di grano, sconquassato senza pietà dal vento, è stato realizzato mediante vere e proprie frustate di giallo, mentre il cielo, inizialmente terso, è ora foriero di burrasca, a tal punto da essere offuscato dall'intenso colore nero delle nubi che, inesorabilmente, si calano ostili e minacciose.
Il campo di grano è inoltre solcato da tre sentieri serpeggianti: il primo nell'angolo in basso a sinistra, il secondo al centro e il terzo nell'angolo in basso a destra. Si noti come i due sentieri laterali sembrano non avere né un punto d'origine né tanto meno sembrano condurre ad un punto preciso del quadro. Questa triplice diramazione, infatti, allude metaforicamente alle alternative annientatrici e terribili che hanno gravato incessantemente sulla vita di van Gogh, il quale - da vero e proprio «discepolo dell'angoscia», nel senso kierkegaardiano del termine - ha faticato a scegliere tra le inconciliabili alternative esistenziali e professionali che ha avuto davanti, le quali spesso conducevano a direzioni diametralmente opposte e inconcludenti, per poi riconoscersi e attuarsi nella possibilità artistica, con la quale ha smesso di reprimere e soffocare le sue tensioni interiori. Il viottolo al centro, che nel corso degli anni è risultato essere il più gravido di interpretazioni, rappresenta una strada senza via d'uscita, potenzialmente percorsa da chi non ha alcuna meta ove andare e non sa nemmeno cosa cercare e che, proprio per questo, rappresenta al meglio la forte angoscia esistenziale che inquietava il pittore. Così egli stesso descrisse la tela in una delle lettere al fratello Théo: «Sono campi estesi di grano sotto cieli agitati e non avevo bisogno di uscire dalla mia condizione per esprimere tristezza e solitudine estrema».
Ritorna qui il contrasto tra il giallo, colore della fertilità e della vita, e il blu cobalto. Quest'accoppiamento cromatico, tuttavia, ha ormai perso ogni nota giubilante e assume toni drammaticamente tenebrosi, carichi di presagio, per nulla alleggeriti dal funereo turbinare dei corvi. I colori sono depositati sulla tela con pennellate impazienti, frante, appuntite, quasi rabbiose, che rendono quest'opera «la più grande sinfonia coloristica mai realizzata sul dolore di vivere» (Francesco Morante). La luminosità sta ormai per soccombere, vinta dall'oscurità del colore nero che, implacabile, la avvolgerà completamente. All'artista non rimane altro da fare che contemplare, impotente, la tempesta che da lì a poco si scatenerà, proprio come l'uccellino in gabbia già descritto in una lettera a Théo nel 1880: «a guardare fuori il cielo turgido, carico di tempesta, e sente in sé la rivolta contro la propria fatalità». Infatti, nonostante la sua anima continuasse ad ardere di quel fuoco divoratore che da sempre lo aveva caratterizzato, l'artista non vedeva un futuro per la propria esistenza:
(Vincent van Gogh)